# Holomelina brevicornis
Holomelina brevicornis är en fjärilsart som beskrevs av Walker 1854. Holomelina brevicornis ingår i släktet Holomelina och familjen björnspinnare. Inga underarter finns listade i Catalogue of Life.